# Herb Jasienia
Herb Jasienia – jeden z symboli miasta Jasień i gminy Jasień w postaci herbu.

## Wygląd i symbolika
Herb przedstawia w czerwonej tarczy herbowej złotą głowę lwa, umieszczoną en face, pod nią lilia heraldyczna, także złota.

## Historia
Herb Jasienia wywodzi się z herbu rodziny von Bünau, której przedstawiciel, Rudolf von Bünau, wyjednał u księcia saskiego Christiana I nadanie praw miejskich Jasieniowi. Herb nadany w 1660 roku wraz z prawami miejskimi obowiązywał do 1860, kiedy z okazji 200-lecia miasta zmieniono go, dodając trzy wieże, na środkowej umieszczając koronowanego orła saksońskiego w kartuszu z głową lwa i dodano datę: 1660. W 1945, po przejęciu Jasienia przez Polskę, powrócono do pierwotnego wzoru herbu.